# Добронадеждино
Добронадеждино — упразднённый посёлок в Бакалинском районе Башкирской АССР, РСФСР, СССР (ныне на территории Старокостеевского сельсовета Республики Башкортостан Российской Федерации). Входил на момент упразднения в состав Казанчинского сельсовета.

## География
Находился на небольшом ручье.

### Географическое положение
Расстояние до:
- районного центра (Бакалы): 21 км к западу,
- центра сельсовета (Казанчи): ? км,
- ближайшей ж/д станции (Туймазы): 81 км. к северу

## Топоним и статус
Первоначально — д. Добрая Надежда, затем с 1930-х пос. Добронадеждино (писался также как Добро-Надеждино), в то же время именовался Константиновка и Теребиловка.

## История
Основан в 1‑й половине XIX века дворцовыми и помещичьими крестьянами на территории Белебеевского уезда Уфимской губернии как деревня с названием-пожеланием Добрая Надежда.
Существовал до середины 1950‑х гг.

## Население
В 1865 в 19 дворах проживало 155 человек, в 1906-м 266 человек, в 1920-м — 179. По всесоюзной переписи 1939 года проживали 192 человека, из них 93 мужчины, 99 женщин.

## Инфраструктура
В XIX веке жители занимались земледелием, скотоводством, пчеловодством, изготовлением колёс. В 1865 отмечен поташный завод, в 1906 хлебозапасный магазин.
С 1930-х гг. жители посёлка вступали в колхоз «Красный партизан».

## Транспорт
Посёлок стоял у местной дорога «Бакалы — Казанчи — а/д Дияшево — Нагайбаково».